# Jekteviksholmen
Jekteviksholmen est une île norvégienne du comté de Hordaland appartenant administrativement à Hauglandshella.

## Description
Rocheuse, elle s'étend sur environ 1 km de longueur pour une largeur approximative de 171 m. Elle comporte une vingtaine d'habitations.